# NeutrAvidin
NeutrAvidin ist ein Protein, das in der Biochemie aufgrund seiner sehr festen Bindung an Biotin (Vitamin H) zur Molekülmarkierung eingesetzt wird.
Es ist eine deglykosylierte Form des Proteins Avidin aus Hühnereiern mit einer Molmasse von ungefähr 60.000 Dalton.

## Eigenschaften
Durch Entfernung der Kohlenhydratreste wird die Lektin-Bindungsaffinität unter die Nachweisgrenze gesenkt, wobei die Biotin-Bindungsaffinität erhalten bleibt, welche von der Glykosylierung unabhängig ist. Während Avidin einen hohen isoelektrischer Punkt hat, ist dieser bei NeutrAvidin nahezu neutral (pH 6,3), ähnlich wie Streptavidin. So werden unspezifische Interaktionen mit negativ geladenen Zelloberflächen sowie DNA und RNA minimiert. Lysin-Reste im NeutrAvidin bieten die Möglichkeit zur Bildung von Derivaten oder Konjugationen. Wie auch Avidin, ist NeutrAvidin ein Tetramer mit hoher Affinität zu Biotin (Kd = 10−15 M). Ähnliche Verwendung findet auch Streptavidin in biochemischen Anwendungen, welches ebenfalls eine hohe Affinität zu Biotin besitzt. Neutravidin und Streptavidin binden stärker an Biotin als Avidin. Aufgrund der fehlenden Glykosylierungen bindet Neutravidin stärker an Dioleylphosphatidylethanolamin (DOPE). NeutrAvidin fixiert auf einem festen Trägermaterial wird auch zur Reinigung von gelösten biotinylierten Proteinen oder Nukleinsäuren verwendet. Es kann auch kovalent an Liposomen gekoppelt werden. Im Vergleich zu Avidin und Streptavidin kommt Neutravidin leichter aus den Endosomen ins Cytosol und wird deshalb zur Transfektion von siRNA verwendet.